# 물갈퀴발텐렉
물갈퀴발텐렉(Limnogale mergulus) 또는 물텐렉은 반수생으로 알려진 마다가스카르 고슴도치붙이이다.(아프리카 수달뒤쥐의 서식지와 유사하다.) 마다가스카르 동부 지역, 특히 라노마파나 국립공원(Ranomafana National Park) 주변에서 발견된다. 25cm에서 39cm까지 자라며, 한때는 멸종된 것으로 간주되기도 했다. 먹이는 게와 곤충, 가재 등이다. 몸무게는 40~60g 정도이다. 멸종 취약종이다. 물갈퀴발텐렉속(Limnogale)의 유일종이다.